# Okolona (Arkansas)
Okolona – miasto w Stanach Zjednoczonych, w stanie Arkansas, w hrabstwie Clark.